# Phare de Digranes
Le phare de Digranes (en islandais : Digranesviti) est un phare situé dans la région de Norðurland eystra près du village de Bakkafjörður.